# Mała Grzybowa Góra
Mała Grzybowa Góra – część wsi Grzybowa Góra w Polsce, położona w  województwie świętokrzyskim w powiecie skarżyskim w gminie Skarżysko Kościelne.
W latach 1975–1998 Mała Grzybowa Góra administracyjnie należała do województwa kieleckiego.